# Liste der Monuments historiques in Beinheim
Die Liste der Monuments historiques in Beinheim führt die Monuments historiques in der französischen Gemeinde Beinheim auf.

## Liste der Objekte
| Bezeichnung | Beschreibung | Standort                       | Kennzeichnung | Schutzstatus   | Datum     | Bild           |
| ----------- | --- | ------------------------------ | ------------- | -------------- | --------- | -------------- |
| Hauptaltar  | Altartisch, Retabel, Tabernakel und Baldachin; Holz, farbig gefasst und vergoldet, zweite Hälfte des 18. Jahrhunderts | in der Kirche Ste-Croix (Lage) | PM67000530    | Classé Inscrit | 1991 1974 | weitere Bilder |